# Bundesautobahn 43
La Bundesautobahn 43, abbreviata anche in A 43, è una autostrada tedesca che collega le città di Wuppertal e Bochum con la città di Münster.
Il suo tracciato, che si svolge interamente nella Renania Settentrionale-Vestfalia, potrebbe essere anche utilizzato come itinerario alternativo all'autostrada A 1, in quanto ha origine e termina da questa stessa autostrada.

## Percorso

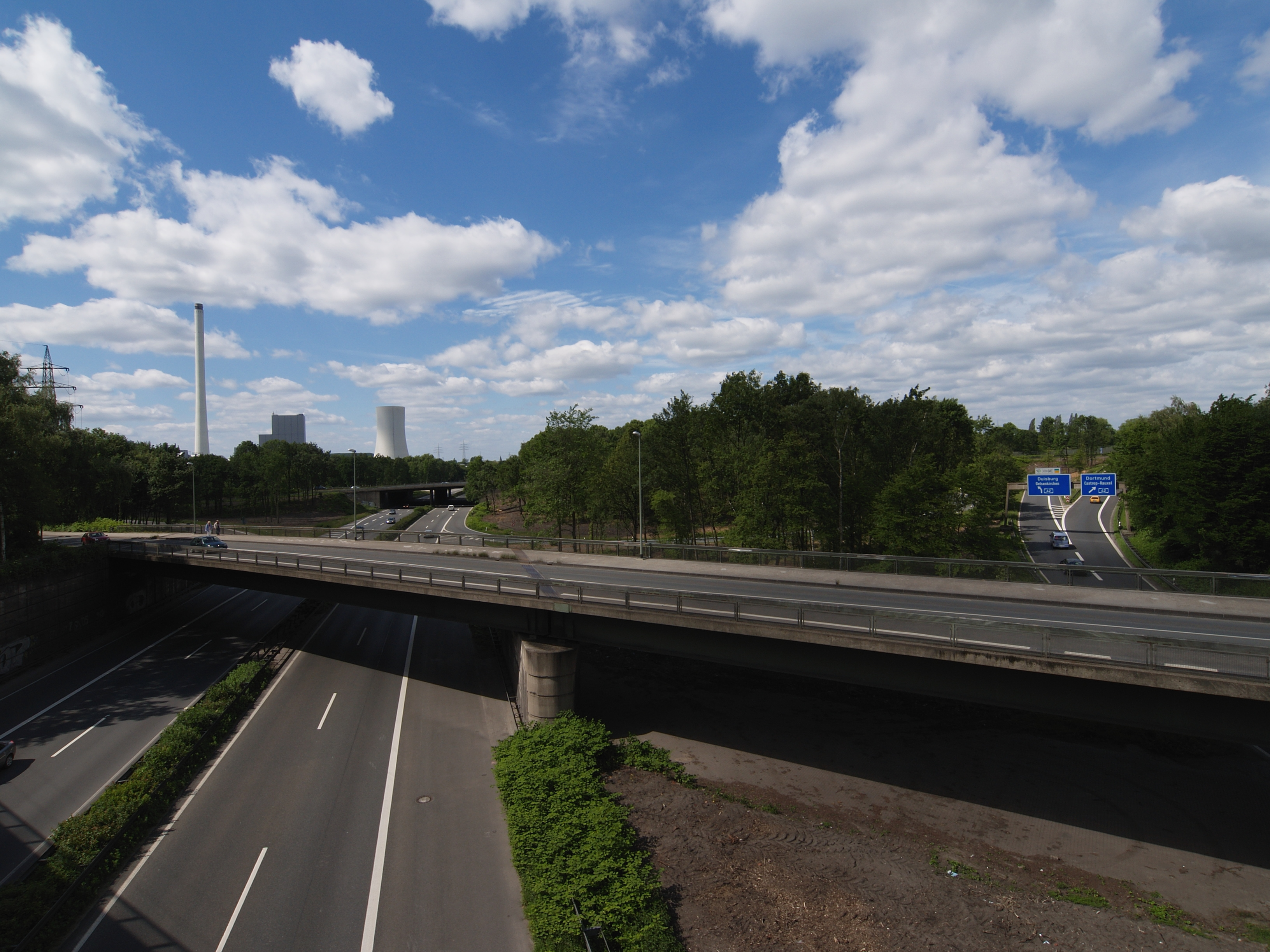
L'incrocio di Herne con la A 42

| A 43 |           |                                       |      |                |                |
| Tipo | n° uscita | Indicazione                           | km   | Corrispondenze | Strada europea |
|      | 1         |                                       | 92,4 |                |                |
|      | 2         | Incrocio di Münster Sud               | 91,6 |                |                |
|      | 3         | Senden                                | 86,6 |                |                |
|      | 4         | Nottuln                               | 80,8 |                |                |
|      | 5         | Dulmen Nord                           | 70,2 |                |                |
|      | 6         | Dulmen                                | 68,1 |                |                |
|      | 7         | Lavesum                               | 59,1 |                |                |
|      |           | Area di Servizio "Hohe Mark"          | 57,8 |                |                |
|      | 8         | Haltern                               | 53,2 |                |                |
|      | 9         | Incrocio di Marl Nord                 | 49,9 |                |                |
|      | 10        | Marl Sinsen                           | 43,8 |                |                |
|      | 11        | Recklinghausen Herten                 | 40,0 |                |                |
|      | 12        | Incrocio di Recklinghausen            | 35,6 |                |                |
|      | 13        | Recklinghausen Hochlarmark            | 34,9 |                |                |
|      | 14        | Incrocio di Herne                     | 31,2 |                |                |
|      | 15        | Herne Eickel                          | 29,7 |                |                |
|      | 16        | Bochum Riemke                         | 27,9 |                |                |
|      | 17a       | Bochum Gerthe                         | 24,3 |                |                |
|      | 17b       | Incrocio di Bochum                    | 23,2 |                |                |
|      | 18        | Bochum Laer                           | 21,0 |                |                |
|      | 19a       | Incrocio di Bochum - Witten           | 19,0 |                |                |
|      | 19b       | Bochum Querenburg                     | 18,4 |                |                |
|      | 20        | Witten Heven                          | 15,9 |                |                |
|      | 21        | Witten Herbede                        | 13,0 |                |                |
|      | 22        | Sprockhovel                           | 6,1  |                |                |
|      | 23a       | Incrocio di Wuppertal Nord (Nordteil) | 1,3  |                |                |
|      | 23b       | Incrocio di Wuppertal Nord (Sudteil)  | 0,9  |                |                |